# 宫明·尕旺尼玛
宫明·尕旺尼玛（?—?）蒙古族，土尔扈特部人，第六世（不计追认）宫明活佛。

## 生平
早年被认定为宫明·罗桑伯尔拉丹增的转世灵童，并坐床继任宫明活佛，成为土尔扈特部的主要藏传佛教领袖。其生平事迹不详。